# Rinus VeeKay
Rinus van Kalmthout, plus connu sous le nom de Rinus VeeKay, né le 11 septembre 2000 à Hoofddorp, est un pilote automobile néerlandais. Il pilote en IndyCar Series en 2020.

## Biographie
Fils de l'ancien champion néerlandais de Formule Ford Marjin van Kalmthout, Rinus van Kalmthout commence le karting en 2009, remportant de nombreux titres nationaux puis internationaux. Après des débuts en monoplace remarqués fin 2016 en championnat VdeV en France, il part aux États-Unis rejoindre l'US F2000 National Championship, dont il termine vice-champion. Ces résultats lui permettent de monter dans la catégorie supérieure, la Pro Mazda Championship, qu'il remporte largement. Début 2019, il passe l'intersaison en Asie, où il remporte le championnat hivernal d'Asie de Formule 3 notamment devant Ye Yifei.
Ces résultats le mettent sous le feu des projecteurs, notamment aux Pays-Bas, où il est considéré comme le futur Max Verstappen de l'IndyCar Series, ou comme le futur vainqueur néerlandais des 500 miles d'Indianapolis et successeur d'Arie Luyendyk,. Malgré six victoires en Indy Lights en 2019, Rinus VeeKay doit se contenter du titre de vice-champion, seulement battu par Oliver Askew. Après quelques essais pendant l'été, Rinus VeeKay signe avec Ed Carpenter Racing, écurie d'Ed Carpenter, pour la saison complète 2020 d'IndyCar Series.

## Résultats en compétition automobile
| Saison    | Championnat                    | Écurie                | Courses | Victoires | Pole positions | Meilleurs tours | Podiums | Points | Classement |
| --------- | ------------------------------ | --------------------- | ------- | --------- | -------------- | --------------- | ------- | ------ | ---------- |
| 2016      | VdeV Challenge                 | MP Motorsport         | 6       | 0         | 1              | 1               | 4       | 0†     | n.c        |
| 2016-2017 | MRF Challenge                  | MRF Racing            | 12      | 0         | 0              | 0               | 0       | 58     | 10e        |
| 2017      | US F2000 National Championship | Pabst Racing Services | 14      | 3         | 1              | 3               | 12      | 344    | 2e         |
| 2017      | BOSS GP Series                 | Mansell Motorsport    | 6       | 2         | 1              | 1               | 5       | 116    | 2e         |
| 2017-2018 | MRF Challenge                  | MRF Racing            | 16      | 3         | 2              | 7               | 11      | 245    | 3e         |
| 2018      | Pro Mazda Championship         | Juncos Racing         | 16      | 7         | 6              | 3               | 10      | 172    | Champion   |
| 2018      | BOSS GP Series                 | Mansell Motorsport    | 2       | 0         | 0              | 0               | 1       | 22     | 5e         |
| 2019      | F3 Asian Winter Series         | Dragon Hitech GP      | 9       | 4         | 2              | 4               | 8       | 184    | Champion   |
| 2019      | Indy Lights                    | Juncos Racing         | 18      | 6         | 7              | 6               | 14      | 465    | 2e         |

† VeeKay étant un pilote invité, il était inéligible pour marquer des points.

### Résultats en IndyCar Series
| Saison | Écurie              | GP disputés | Pole positions | Victoires | Podiums | Meilleur tours | Points inscrits | Classement |
| ------ | ------------------- | ----------- | -------------- | --------- | ------- | -------------- | --------------- | ---------- |
| 2020   | ED Carpenter Racing | 14          | 1              | 0         | 1       | 1              | 289             | 14e        |
| 2021   | ED Carpenter Racing | 15          | 0              | 1         | 2       | 1              | 308             | 12e        |
| 2022   | ED Carpenter Racing | 17          | 1              | 0         | 1       | 0              | 331             | 12e        |
| 2023   | ED Carpenter Racing | 17          | 0              | 0         | 0       | 0              | 277             | 14e        |
| 2024   | ED Carpenter Racing | 18          | 0              | 0         | 0       | 0              | 300             | 13e        |